# Elaphropeza adelphide
Elaphropeza adelphide är en tvåvingeart som beskrevs av Quate 1960. Elaphropeza adelphide ingår i släktet Elaphropeza och familjen puckeldansflugor. Inga underarter finns listade i Catalogue of Life.